# Argonaut-klasse
De Argonaut-klasse is een klein type kernreactor voor onderwijs en onderzoek om studenten praktische ervaring met kernenergie te laten opdoen.
Argonaut is een acroniem voor (Argonne Nuclear Assembly for University Training). De eerste, met een vermogen van 10 kilowatt, werd gebouwd voor Argonne National Laboratory en heeft gewerkt van 9 februari 1957 tot 1972. Er zijn er tientallen van gebouwd voor verschillende universiteiten ter wereld.